# Linia 7 bis metra w Paryżu
Linia 7 bis paryskiego metra jest drugą najkrótszą linią zbudowaną w Paryżu w 1911 roku jako odnoga 7 linii metra. W roku 1967 odnoga została odłączona od 7 linii metra i stała się niezależną linią 7 bis nierozbudowywaną od momentu uruchomienia. Stacją wspólną 7 linii i linii 7 bis jest Louis Blanc. Obecnie obsługiwana jest składami typu MF 88.